# Mix1
Mix1 ist ein deutsches Online-Magazin, das 2005 durch den Berliner DJ Matt ins Leben gerufen wurde. Die inhaltlichen Schwerpunkte liegen in den Bereichen Musikcharts, CD-Reviews, Musiknachrichten und Musikvideos. Sitz der Redaktion ist Hohen Neuendorf (Brandenburg).

## Geschichte
1996 entstand aus einer Discjockey-Homepage das Vorgängerprojekt Musikbranchenbuch, das ein Verzeichnis mit Tausenden Einträgen rund um das Thema Musik darstellte. Der Betrieb des Musikbranchenbuchs wurde im März 2021 eingestellt.
Im Jahre 2002 entstanden unter dem Namen Hit1 die ersten Ideen für das heutige Musik-Onlinemagazins. Nachdem 2005 der damalige Provider die Domain hit1.de versehentlich löschte und der neue Anbieter einen Dialer auf die Domain spielte, wurde das komplette Projekt auf die neue Domain mix1.de gespielt. Auf dem Rechtsweg konnte die Domain hit1.de wiedererlangt werden. Der Betreiber entschied sich aber das Portal auf mix1.de zu belassen. Heute ist hit1.de ein kleiner Bestandteil des Musikportals Mix1.
2006 wurde mit Media Control ein Lizenzvertrag für die Veröffentlichung der deutschen Charts auf Mix1 abgeschlossen. Durch diese Lizenz konnte das Portal, neben vielen Genre-Charts, auch die offiziellen deutschen Verkaufscharts anbieten und ist damit zu einem der wichtigsten Chart-Informationsportale gewachsen. Dieser Vertrag wurde vom späteren Chartermittler GfK Entertainment übernommen. Aufgrund der Coronakrise wurde die Zusammenarbeit im Jahre 2020 beendet.
Im Jahre 2007 entwickelte das Portal den Nr1-Finder, ein Recherche-Tool für Nummer-eins-Hits mit den Top-Platzierungen aus Deutschland, Großbritannien und den US-Charts. Das Süddeutsche Zeitung Magazin bezeichnete das Tool 2016 als "Nummer-eins-Orakel". Rundfunkstationen wie Radio Ostseewelle und R.SA benutzen das Nr1-Finder-Tool regelmäßig für Höreraktionen.
Im Jahre 2015 beantragte der damalige Video-Medienpartner MUZU.TV Insolvenz. Mix1 musste innerhalb kürzester Zeit Tausende Musikvideos löschen, da diese nicht mehr erreichbar waren. Seitdem bindet das Portal nur noch offizielle Musikvideos der Plattform YouTube ein. 
2016 erhielt Mix1 die Genehmigungen für die Veröffentlichung der iTunes-Charts und Google play Music-Charts. Damit konnte das Chart-Angebot im Downloadbereich erweitert werden. Mittlerweile führt das Portal über 40 Chartlisten. Die Kategorien reichen von den Offiziellen Airplay-Charts, über Schlager-, Klassik-, Rock- und HipHop-Charts bis hin zu den Single Charts Top 50.
2019 wurde eine Kooperation mit der in Berlin ansässigen Bildagentur Imago abgeschlossen. Im Rahmen der Zusammenarbeit stellt mix1 sein Konzertfoto-Archiv online. Damit erhalten andere Medien Zugang zum Bildmaterial und können diese für redaktionelle Zwecke verwenden.

## Medienpartnerschaften
Mix1 unterstützt zahlreiche Musikproduktionen als Medienpartner. Labels wie TELAMO, Edel Music, DA Music und Sony Music arbeiteten in der Vergangenheit mit Mix1 zusammen. 2017 konnte ein, als Medienpartner unterstütztes Produkt auf Platz 21 der Offiziellen Deutschen Charts einsteigen. 

## Auszeichnungen
2011 wurde Mix1 mit dem "Sound Music Award" in der Kategorie "Fachpreis für den besten Online-Auftritt" ausgezeichnet.
Im Jahre 2012 erhielt Mix1 den German DJ Award, der vom Berufsverband Discjockey (BVD e.V.) verliehen wurde.

## Geschützte Marken
Mix1 wurde am 24. September 2013 als Marke beim Deutschen Patent- und Markenamt eingetragen
Nr1Finder wurde am 29. Juni 2015 als Marke beim Deutschen Patent- und Markenamt eingetragen.